# Gertrude Barrison
Gertrude Barrison (født Gertrud Marie Bareisen, 5. februar 1880, Valby - 28. august 1946, København) var en dansk danser, sanger og skuespiller. Sammen med sin mor og fire ældre søstre emmigrerede hun i 1886 til USA, hvor pigerne få år senere blev verdenskendte som meget unge og vovede vaudeville-dansere under navnet The Barrison Sisters. Gruppen turnerede i 1890'erne i Europa men blev forment adgang til Danmark
Hun medvirkede i filmen Die große und die kleine Welt fra 1921, der blev instrueret af Max Mack.